# N,N'-二甲基-1,3-丙二胺
N,N′-二甲基-1,3-丙二胺（DMPA）是一种有机化合物，化学式为C5H14N2。它和甲醛反应，可以得到N,N′-二甲基六氢嘧啶。在碳酸钾存在下，它和氯乙腈在丙酮中回流反应，可以得到N,N′-二甲基-N,N′-二氰甲基丙二胺。它和原甲酸三乙酯、六氟磷酸铵在乙醇中微波加热反应，可以得到N,N′-二甲基-3,4,5,6-四氢嘧啶鎓六氟磷酸盐。